# Franz Sales Wocheler

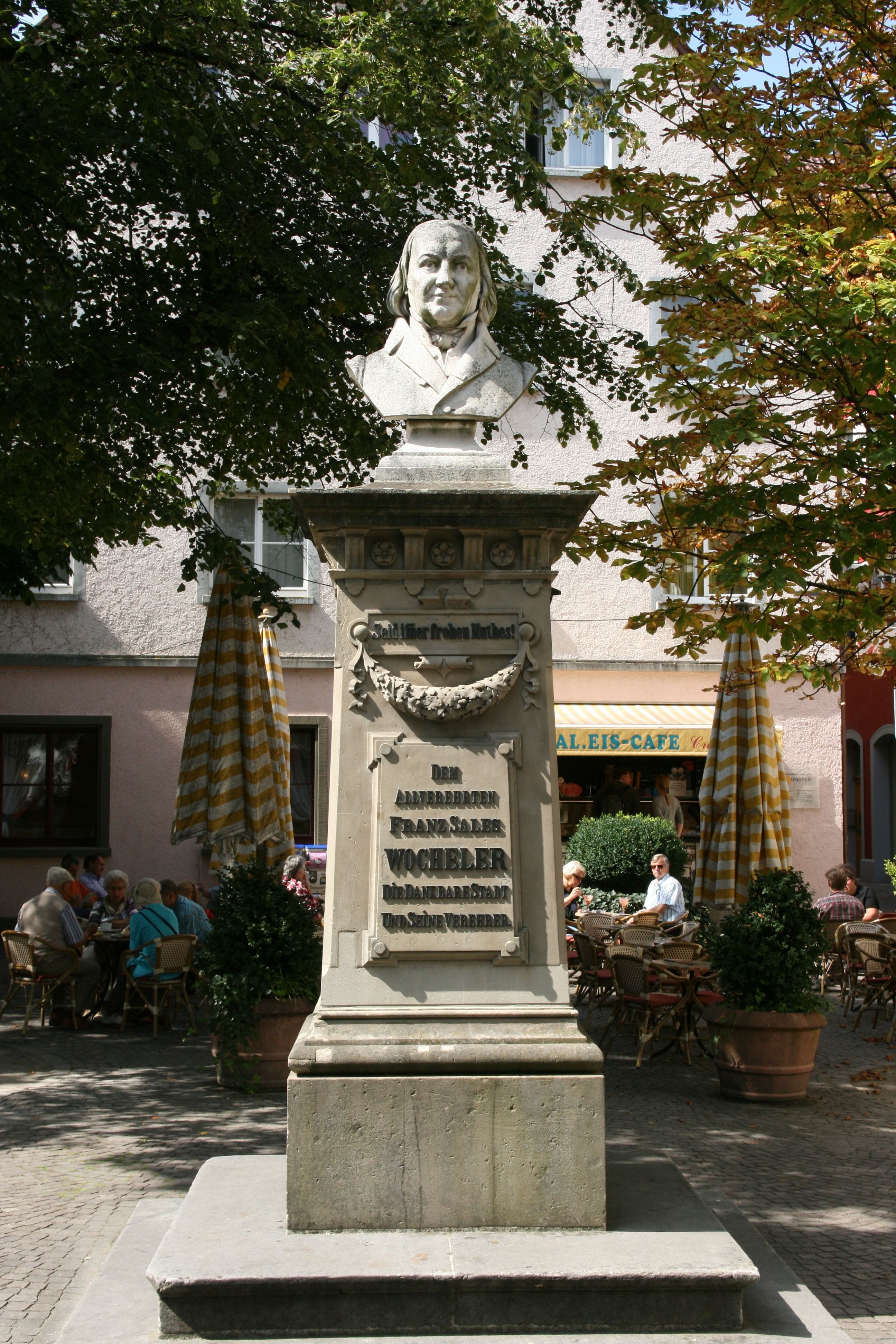
Franz-Sales-Wocheler-Denkmal auf dem Münsterplatz in Überlingen am Bodensee

Franz Sales Wocheler, eigentlich Joseph Franz Sales Wocheler (* 31. Mai 1778 in Ballrechten; † 8. Mai 1848 in Überlingen), war ein Pfarrer, Bibliophiler und Stifter der Leopold-Sophien-Bibliothek in Überlingen.

## Leben
Franz Sales Wocheler besuchte die »Deutsche Schule in Ballrechten und Wettelbrunn« und kam im Alter von zwölf Jahren in das Benediktinergymnasium Villingen. 1797 trat er in das Benediktinerkloster St. Georgen in Villingen ein und erhielt 1802 die Priesterweihe. Am 26. Oktober 1809 teilt er seinem Generalvikar und Regierungspräsidenten in einem Bittgesuch nach Konstanz mit: »durch gute Sitten und unermüdeten Fleiß die Zufriedenheit und Liebe seiner Lehrer« erworben zu haben. Er unterrichtete dann Latein und Geschichte im Benediktinergymnasium Villingen. Früh begeisterte er sich für die Erneuerungsbestrebungen von Ignaz Heinrich von Wessenberg mit dem ihn später eine Freundschaft verband. Durch ein Augenleiden gab er die Lehrtätigkeit auf und wurde nach der Säkularisation Weltpriester, zunächst 1810 in Kappel bei Freiburg dann in Tiengen bei Waldshut von 1811 bis 1820 und schließlich als Dekan und Stadtpfarrer in Überlingen.
Von Wessenberg, selbst ein leidenschaftlicher Büchersammler, erhielt er Bücher zum Geschenk. Weitere substanzielle Zuwächse erfuhr die Sammlung durch Schenkungen und Nachlässe anderer zeitgenössischer Gelehrter aus der Region wie zum Beispiel von Johann Georg Benedikt Kefer sowie von Patrizierfamilien aus Überlingen wie zum Beispiel der Familie Waibel. Darüber hinaus konnten bedeutende Sammlungen zugekauft werden, so die Bestände aus dem Nachlass von Josef Willibald Straßer. Wessenberg sammelte vor allem fortschrittliche Literatur. Die Sammlung Wochelers umfasste mehr auch alte Bestände, interessenbedingt und durch seinen Bezug als Benediktiner, nicht zuletzt auch durch die Auflösung der Klöster. Die von ihm am 15. Mai 1832 geschriebene Stiftungsurkunde spricht von beiläufig 10.000 Bänden die er wie er schreibt, als Opfer  darbringen ...().. und nur mit Schmerzen jene Freunde hingeben, die ich 33 Jahre um mich zu sammeln mich bestrebt habe. Wocheler verfolgte mit der Stiftung seiner Sammlung in erster Linie pädagogische Zwecke. Mit der Öffentlichmachung der Sammlung sollte die Voraussetzungen für die schulische Bildung der Kinder, aber auch der Erwachsenen in Überlingen und darüber hinaus verbessert werden. Die Sammlung war zunächst gar nicht willkommen denn es war kein Unterbringungsort in Sicht, erst als er die Stiftung zurücknehmen wollte, fanden die Stadtväter im ehemaligen Franziskanerkloster eine Unterkunft für die Bücher.
Nach dem Zweiten Weltkrieg wurde ihm zur Ehre einer kurzen Straße den Namen Franz-Sales-Wocheler-Weg gegeben. Auf dem 1878 errichteten Denkmal steht sein Wahlspruch »Seid immer frohen Muthes!«.